# The Offer
The Offer ist eine US-amerikanische Fernsehserie von Michael Tolkin für den Streamingdienst Paramount+ über die Entstehungsgeschichte des Films Der Pate aus der Sicht des Filmproduzenten Albert S. Ruddy.
Die Veröffentlichung der Serie erfolgte in englischer Fassung ab dem 28. April 2022 und mit deutscher Synchronisation am 13. Dezember 2022 auf Paramount+.

## Handlung
Der Programmierer Albert „Al“ Ruddy lernt Mitte der 1960er Jahre in Los Angeles den Schauspieler Bernard Fein kennen und wird von ihm dazu animiert, in die Filmindustrie einzusteigen, woraufhin sie gemeinsam für CBS die erfolgreiche Sitcom Ein Käfig voller Helden entwickeln. Später heuert Ruddy erfolgreich als Produktionsleiter bei Paramount Pictures an und wird schließlich von Paramount-Vizepräsident Robert „Bob“ Evans als Filmproduzent für die Verfilmung des Bestsellers Der Pate des Buchautors Mario Puzo engagiert.
Von Teilen der italienisch-amerikanischen Gemeinschaft werden jedoch sowohl der Roman als auch die Filmproduktion negativ aufgenommen, da angenommen wird, dass Italiener verunglimpft werden würden. Joseph „Joe“ Colombo, Oberhaupt der Colombo-Familie aus New York City, beginnt einen Kreuzzug zur Bekämpfung von Ungerechtigkeit gegenüber Italoamerikanern, weshalb er die Italian-American Civil Rights League gründet und gegen die Produktion des Films vorgeht.
Ruddy jongliert mit mehreren Problemen, um die Produktion auf den richtigen Weg zu bringen, darunter kreative Differenzen mit der Filmcrew, anhaltende Einschüchterung durch die amerikanische Cosa Nostra und Paramount-Vizepräsident Barry Lapidus, der sich stets einzumischen versucht und auf Änderungen drängt, um das Budget niedrig zu halten.

## Episodenliste
| Nr. (ges.) | Nr. (St.) | Deutscher Titel        | Originaltitel             | Erstveröffentlichung USA | Deutschsprachige Erstveröffentlichung (D/A/CH) | Regie                 | Drehbuch                                                     |
| ---------- | --------- | ---------------------- | ------------------------- | ------------------------ | ---------------------------------------------- | --------------------- | ------------------------------------------------------------ |
| 1          | 1         | Ein Platz am Tisch     | A Seat at the Table       | 28. Apr. 2022            | 13. Dez. 2022                                  | Dexter Fletcher       | Michael Tolkin                                               |
| 2          | 2         | Warnschüsse            | Warning Shots             | 28. Apr. 2022            | 13. Dez. 2022                                  | Dexter Fletcher       | Michael Tolkin, Leslie Greif, Nikki Toscano & Kevin J. Hynes |
| 3          | 3         | Aufblende              | Fade In                   | 28. Apr. 2022            | 13. Dez. 2022                                  | Adam Arkin            | Michael Tolkin, Leslie Greif, Russell Rothberg & Mona Mira   |
| 4          | 4         | Der richtige Gelbton   | The Right Shade of Yellow | 5. Mai 2022              | 13. Dez. 2022                                  | Adam Arkin            | Michael Tolkin, Leslie Greif & Nikki Toscano                 |
| 5          | 5         | Küss den Ring          | Kiss the Ring             | 12. Mai 2022             | 13. Dez. 2022                                  | Colin Bucksey         | Michael Tolkin & Leslie Greif                                |
| 6          | 6         | Ein verlässlicher Kerl | A Stand Up Guy            | 19. Mai 2022             | 13. Dez. 2022                                  | Colin Bucksey         | Nikki Toscano                                                |
| 7          | 7         | Mr. Producer           | Mr. Producer              | 26. Mai 2022             | 13. Dez. 2022                                  | Gwyneth Horder-Payton | Kevin J. Hynes                                               |
| 8          | 8         | Grenzen überschreiten  | Crossing That Line        | 2. Juni 2022             | 13. Dez. 2022                                  | Gwyneth Horder-Payton | Russell Rothberg                                             |
| 9          | 9         | Wer wir sind           | It’s Who We Are           | 9. Juni 2022             | 13. Dez. 2022                                  | Adam Arkin            | Nikki Toscano & Mona Mira                                    |
| 10         | 10        | Köpfchen und Eier      | Brains and Balls          | 16. Juni 2022            | 13. Dez. 2022                                  | Adam Arkin            | Nikki Toscano, Russell Rothberg & Michael Tolkin             |

## Besetzung und Synchronisation
Die deutsche Synchronisation entstand unter der Dialogregie von Christian Zeiger durch die Synchronfirma RC Production.

### Hauptfiguren
| Rolle                | Schauspieler    | Rollenbeschreibung                                                            | Deutsche Synchronisation |
| -------------------- | --------------- | ----------------------------------------------------------------------------- | ------------------------ |
| Albert „Al“ Ruddy    | Miles Teller    | Filmproduzent des Films Der Pate (The Godfather)                              | Roman Wolko              |
| Robert „Bob“ Evans   | Matthew Goode   | Kreativer Leiter und Vizepräsident bei Paramount Pictures                     | Norman Matt              |
| Francis Ford Coppola | Dan Fogler      | Filmregisseur und Drehbuchautor des Films Der Pate                            | Thomas Wenke             |
| Charles Bluhdorn     | Burn Gorman     | Gulf-and-Western-Industries-Begründer und Vorsitzender bei Paramount Pictures | Stefan Krause            |
| Barry Lapidus        | Colin Hanks     | Finanzieller Leiter bei Paramount Pictures                                    | Julien Haggège           |
| Joseph „Joe“ Colombo | Giovanni Ribisi | Oberhaupt der Colombo-Familie von der amerikanischen Cosa Nostra              | Gerrit Schmidt-Foß       |
| Bettye McCartt       | Juno Temple     | Sekretärin von Albert Ruddy                                                   | Farina Brock             |

### Nebenfiguren
- Jake Cannavale als Caesar Romano – Mitglied der Colombo-Familie (Dt. Sprecher: Julian Tennstedt)
- Josh Zuckerman als Peter Bart – Leitender Angestellter bei Paramount Pictures (Dt. Sprecher: Michael Ernst)
- Patrick Gallo als Mario Puzo – Autor des Buchs Der Pate (The Godfather) (Dt. Sprecher: Lutz Schnell)
- Lou Ferrigno als Lenny Montana – Mitarbeiter der Colombo-Familie und Darsteller der Rolle des Luca Brasi (Dt. Sprecher: Uwe Jellinek)
- Anthony Ippolito als Al Pacino – Schauspieler und Darsteller der Rolle des Michael Corleone
- Justin Chambers als Marlon Brando – Schauspieler und Darsteller der Rolle des Vito Corleone (Dt. Sprecher: Dennis Schmidt-Foß)
- Nora Arnezeder als Francoise Glazer – ihr Geliebter war Albert Ruddy (Dt. Sprecher: Rubina Nath)
- Frank John Hughes als Frank Sinatra – Sänger mit Verbindungen zur Mafia (Dt. Sprecher: Viktor Neumann)
- Meredith Garretson als Ali MacGraw – Filmschauspielerin – Ehemann war Robert Evans
- Eric Balfour als Dean Tavoularis – Szenenbildner des Films Der Pate (Dt. Sprecher: Jaron Löwenberg)
- Damian Conrad-Davis als James Caan – Schauspieler und Darsteller der Rolle des Sonny Corleone
- Branden Williams als Gianni Russo – Schauspieler und Darsteller der Rolle des Carlo Rizzi
- Cynthia Aileen Strahan als Talia Shire – Schauspielerin und Darstellerin der Rolle der Constanzia „Connie“ Corleone-Rizzi
- Danny Nucci als Mario Biaggi – Kongressabgeordneter in New York (Dt. Sprecher: Bernhard Völger)
- Derek Magyar als Robert Duvall – Schauspieler und Darsteller der Rolle des Tom Hagen
- T. J. Thyne als Gordon Willis – Kameramann des Films Der Pate (Dt. Sprecher: Frank Schaff)
- Anthony Skordi als Carlo Gambino – Oberhaupt der „Gambino-Familie“ von der amerikanischen Cosa Nostra
- Michael Rispoli als Thomas „Tommy“ Lucchese – Oberhaupt der „Lucchese-Familie“ von der amerikanischen Cosa Nostra (Dt. Sprecher: Marc Skanderberg)
- Joseph Russo als „Joe“ Gallo – Mitglied der Colombo-Familie
- Derrick Baskin als „Nicky“ Barnes – Afroamerikanischer Gangster-Boss aus Harlem (Dt. Sprecher: Asad Schwarz)
- Matt Gottlieb als Philip „Benny Squint“ Lombardo – Oberhaupt der „Genovese-Familie“ von der amerikanischen Cosa Nostra
- Sal Landi als „Joe“ Bonanno – Oberhaupt der „Bonanno-Familie“ von der amerikanischen Cosa Nostra (Dt. Sprecher: Lutz Riedel)
- George Russo als Paul Sciacca – Nachfolger als Oberhaupt der Bonanno-Familie (Dt. Sprecher: Roman Kretschmer)
- Carmine Giovinazzo als Sonny Grosso – Filmproduzent
- Geoffrey Arend als Aram Avakian – Filmregisseur und Filmeditor (Dt. Sprecher: Robert Glatzeder)
- Maya Butler als Diane Keaton – Schauspielerin
- Nick Pupo als John Cazale – Schauspieler
- Kyle S. More als Bernard Fein – Schauspieler (Dt. Sprecher: Florens Schmidt)
- Billy Magnussen als Robert Redford – Filmregisseur (Dt. Sprecher: Ozan Ünal)
- Michael Landes als Vic Damone – Sänger und Schauspieler (Dt. Sprecher: Timmo Niesner)
- Louis Mandylor als Mickey Cohen – Mobster in Los Angeles
- Lisa Dobbyn als Morgana King – Schauspielerin und Darstellerin der Rolle der Carmela Corleone
- Charlie Heydt als James T. Aubrey – Fernseh- und Filmmanager (Dt. Sprecher: Tim Knauer)
- Jake Regal als Arthur Hiller – Filmregisseur
- Brandon Sklenar als Burt Reynolds – Schauspieler (Dt. Sprecher: Torben Liebrecht)

## Produktion
Im September des Jahres 2020 wurde bekannt, dass in Produktion von Paramount Television Studios für den Streamingdienst Paramount+ eine zehnteilige Miniserie über die Entstehungsgeschichte des Films Der Pate aus der Sicht des für die Produktion zuständigen Albert S. Ruddy entstehen werde.
Im Dezember des gleichen Jahres wurde der Schauspieler Armie Hammer für die Rolle von Albert Ruddy bestätigt, wobei dieser die Besetzung bereits im Januar verließ und im Mai 2021 von Miles Teller ersetzt wurde. Für weitere Hauptrollen traten Matthew Goode, Giovanni Ribisi, Colin Hanks, Dan Fogler und Juno Temple der Produktion im Juni bei und wurden im Juli mit Burn Gorman komplettiert.
Die Dreharbeiten zur Serie begannen während der COVID-19-Pandemie im Juli 2021 und mussten jedoch aufgrund von Vorsichtsmaßnahmen am 29. Juli wegen eines positiven Corona-Tests unterbrochen werden. Pläne, zwischen dem 25. und 27. August im Chateau Marmont Hotel in Los Angeles zu filmen, wurden in Würdigung der Arbeitnehmer verworfen, nachdem Paramount von einem dort andauernden Arbeitskampf erfuhr.
Am 11. Januar 2022 wurde das Veröffentlichungsdatum zur Serie, datiert auf den 28. April 2022 bekanntgegeben und am 1. Februar ein erster offizieller Trailer veröffentlicht.